# Дефтердар
Дефтердар (с перс. دفتردار «daftardâr», دفتر «daftar» + دار «dâr». Персидское daftar происходит от греческого слова διφθέρα — кожа, преимущественно козья, из которой изготавливали материал для письма, отсюда — грамота, книга) — министр финансов и главный казначей в Османской империи с XIV по XIX век. В XIX веке должность была преобразована в «Maliye Naziri» (министр финансов).
С начала дефтердары отвечали за налоговые реестры (дефтеры) Османской империи. Финансовое ведомство (дефтерхане) возглавлял главный казначей — башдефтердар (от. тур. baş — главный), который одновременно был дефтердаром Румелии. Отдельно призначилися дефтердар Анатолии и дефтердар прибережных городов Анатолии, Румелии и Стамбула. Каждый дефтердар отвечал за одно из подразделений ведомства под общим руководством башдефтердара. Дефтердары рассматривали предложения, жалобы, готовили фирманы и бераты по финансовым вопросам. Дефтердары докладывали султану о состоянии дел в своих подразделениях.
Известный государственный служащий, дефтердар и хронист конца XVII — начала XVIII века Сари Мехмет-паша был автором книги об искусстве управления государством «Nesayihü'l-vüzera ve’l-ümera» (Советы для визирей и правителей) или "Kitab-ı Güldeste "(Антология). Книга содержит разделы, посвященные качествам, которые должен иметь каждый великий визирь или государственный служащий. Он объясняет, как может навредить государству взяточничество и другие проявления коррупции. Кроме того он рассматривает финансовое и экономическое положение государства, объясняет истоки злоупотреблений и предлагает пути решения этих проблем.